# Michael Rief
Michael Rief (* 1962) ist ein österreichischer Kurator, Restaurator und stellvertretender Museumsdirektor. Er ist am städtischen Suermondt-Ludwig-Museum in Aachen tätig.

## Leben
Rief ist Diplom-Restaurator und zu seinen Beiträgen am Suermondt-Ludwig Museum gehört im Zusammenarbeit mit dem Team:
- bis 2022: Neustrukturierung der permanenten Ausstellung und Gestaltung der Räumlichkeiten
- 2017: Initiierung und Kuratierung der Bürgerlichen Kunstkammer
- 2013: Mittelalterliche Bildwerke aus Utrecht 1430 – 1530

Seine Forschungsarbeiten veröffentlichte Rief in verschiedenen Fachzeitschriften (u. a. Restauratorenblätter, Papier, Pergament, Grafik und Foto, Aachener Kunstblätter). Darunter war z. B. eine Abhandlung zu dem Renaissance-Kamin von 1559 mit dem Triumphzug des Bacchus im Suermondt-Ludwig-Museum Aachen. In einem weiteren Artikel setzte er sich mit Papier und Pergament in der Tafel- und Fassmalerei des Mittelalters und der Renaissance nördlich der Alpen auseinander.

## Veröffentlichung (Auswahl)
- mit Dagmar Preising, Christine Vogt: Der Schmerz des Vaters? Die trinitarische Pietà zwischen Gotik und Barock. Deutscher Kunstverlag, 2021. ISBN 978-3-422-98712-8
- mit Dagmar Preising, Christine Vogt: Anna Lehrt Maria das Lesen – Zum Annenkult Um 1500. Kerber Verlag, 2019. ISBN 978-3-7356-0569-6
- mit Dagmar Preising: Niederländische Skulpturen von 1130 bis 1600. Michael Imhof Verlag, 2017. ISBN 978-3-731-90606-3
- mit Dagmar Preising, Christine Vogt: Der gute Weg zum Himmel: Spätmittelalterliche Bilder zum richtigen Sterben. Das Gemälde ars bene moriendi aus der Sammlung Peter und Irene Ludwig. Kerber Verlag, 2016. ISBN 978-3-735-60209-1
- mit Thomas Fusenig: Sammlerglück: 100 Meisterwerke der Sammlung Marks-Thomée. Belser, 2015. ISBN 978-3-763-02699-9
- mit Dagmar Preising: Mittelalterliche Bildwerke aus Utrecht 1430–1530. Belser, 2013. ISBN 978-3-763-02645-6
- mit Dagmar Preising, Christine Vogt: Artefakt und Naturwunder: Das Leuchterweibchen der Sammlung Ludwig. Kerber Verlag, 2011. ISBN 978-3-866-78512-0
- mit Jochen Amme, Helge Mundt, Anne Gold, Christof Claser, Michael Rief: Historische Bestecke: Bestandskatalog. Stadt Aachen Suermondt-Ludwig-Museum, 2010. ISBN 978-3-929-20372-1